# Усть-Березовское сельское поселение
Усть-Березовское се́льское поселе́ние — упразднённое муниципальное образование в Юрлинском районе Пермского края Российской Федерации.
Административный центр — посёлок Усть-Березовка.

## История
Статус и границы сельского поселения установлены Законом Коми-Пермяцкого автономного округа от 19 ноября 2004 года № 63 «Об утверждении границ и о наделении статусом муниципальных образований Юрлинского района Коми-Пермяцкого автономного округа».
Упразднено в 2019 году при преобразовании Юрлинского муниципального района в муниципальный округ.

## Население
| 2010 | 2012 | 2013 | 2014 | 2015 | 2016 | 2017 |
| ---- | ---- | ---- | ---- | ---- | ---- | ---- |
| 851  | ↘799 | ↘786 | ↘756 | ↘740 | ↗745 | ↘742 |
| 2018 | 2019 |      |      |      |      |      |
| ↘718 | ↘674 |      |      |      |      |      |

## Состав сельского поселения
| № | Населённый пункт | Тип населённого пункта          | Население |
| - | ---------------- | ------------------------------- | --------- |
| 1 | Верх-Коса        | посёлок                         | 1         |
| 2 | Комсомольский    | посёлок                         | 209       |
| 3 | Липова           | деревня                         | 5         |
| 4 | Сюзьва           | посёлок                         | ↘0        |
| 5 | Усть-Березовка   | посёлок, административный центр | 551       |